# Пстронгова
Пстронгова (пол. Pstrągowa) — село в Польщі, у гміні Чудець Стрижівського повіту Підкарпатського воєводства.
Населення — 2280 осіб (2011).

## Етнографія
Лінгвісти зараховували українців даної місцевості до замішанців — проміжної групи між лемками і надсянцями.

## Історія
До 1920 р. в селі ще залишались українці-грекокатолики, які належали до парафії Близенька Короснянського деканату Перемишльської єпархії.
У 1975—1998 роках село належало до Ряшівського воєводства.

## Демографія
Демографічна структура станом на 31 березня 2011 року:
|          | Загалом | Допрацездатний вік | Працездатний вік | Постпрацездатний вік |
| -------- | ------- | ------------------ | ---------------- | -------------------- |
| Чоловіки | 1117    | 252                | 721              | 144                  |
| Жінки    | 1163    | 276                | 610              | 277                  |
| Разом    | 2280    | 528                | 1331             | 421                  |